# Strahinja Pavlović
Strahinja Pavlović (ur. 24 maja 2001 w Šabacu) – serbski piłkarz, występujący na pozycji obrońcy we włoskim klubie Milan oraz w reprezentacji Serbii. Uczestnik Mistrzostw Świata 2022 oraz Mistrzostw Europy 2024.
Wychowanek Savacium Šabac, w trakcie swojej kariery grał także w takich zespołach, jak Partizan, Monaco, Cercle Brugge oraz FC Basel.